# Gervaise (Film)
Gervaise ist ein französisches Filmdrama von René Clément aus dem Jahr 1956 nach dem 1877 veröffentlichten Roman L’Assommoir von Émile Zola.

## Hintergrund
In der werkgetreuen literarischen Adaption von Zolas Roman L’Assommoir wird die fatale Degeneration einer Arbeiterfamilie dargestellt, die vor allem auf den Alkoholismus zurückzuführen ist.

## Handlung
Gervaise, eine junge, sanftmütige Wäscherin, lebt im Paris des Jahres 1852 mit ihren zwei Söhnen. Liiert ist sie mit Lantier, dem Vater der Kinder. Lantier ist ein Schürzenjäger und verbringt seine Zeit auch in den Gefilden von Virginie Poisson, wo er offenbar deren Schwester nachstellt. Im Waschhaus treffen Gervaise und Virginie aufeinander, beschimpfen und verhöhnen sich gegenseitig, bis die Szenerie in eine Prügelei der Frauen mündet. Schließlich verlässt Lantier sie.
Gervaise meistert diese Situation und einige Jahre später heiratet sie den Dachdecker Henri Coupeau, der in ihrem Hause wohnt. Sie bekommen eine Tochter, Nana.
Sie ist fleißig und strebsam und träumt von einer eigenen Wäscherei; nach ca. 4 Jahren ist es soweit: Zur Anmietung eines entsprechenden Ladenlokals will sie ihre 500 ersparten Franc einsetzen. Aber am Tage der Besichtigung ereilt ihrem Mann ein schwerer Arbeitsunfall: Er rutscht auf dem Dach aus, kann sich an der Regenrinne und einem Seil nur kurz halten, reißt mit dem Seil den glühenden Kohlenkessel um, dessen Inhalt sich auf der Dachschrägen auf seine Brust und Gesicht ergießt. Er stürzt zu Boden. Auf nachhaltiges Drängen Gervaises bringen ihn die Sanitäter nicht wie empfohlen ins Spital, sondern zu ihr nach Hause. Dort pflegt sie ihn und benötigt für jeden Arztbesuch 5 Franc. Coupeau gesundet und das Geld ist verbraucht.
In dieser Lage begegnet sie Goujet, einem mit Coupeau bekannten, feinsinnigen Schmied. Er benötigt seine Erbschaft von 500 Franc nicht und leiht Gervaise das Geld. Damit erfüllt sich Gervaise ihren Traum und eröffnet eine eigene Wäscherei.
Bei der Auslieferung von Wäsche begegnet sie der verhassten Virginie Poisson. Diese wohnt, wie es der Zufall will, in Gervaises ehemaliger Wohnung. Sie ist verheiratet mit einem Gendarmen. Von Virginie, wie auch zuvor schon von der Concierge Boche (einer ehemaligen Kollegin in der damaligen Wäscherei), erfährt sie, dass Lantier in ihrem Stadtviertel wieder aufgetaucht ist. Gervaise wird von alten Gefühlen eingeholt.
Ihr Mann hingegen neigt mehr und mehr dem Alkohol zu. Er kommt mittags angetrunken ins Ladengeschäft, lamentiert herum und belästigt schließlich mit einem Griff an die Brust eine Mitarbeiterin. Darüber hinaus zeigt er sich gleichwohl nicht eifersüchtig, im Gegenteil: Er lädt Lantier ein, bei ihnen zu wohnen. Lantier bekommt die Kammer von Gervaises Mutter; dafür wird sogar eine eigene Tür eingebaut.
Am Namenstag Gervaises müssen sie Coupeau aus dem Wirtshaus holen. Gleichwohl er betrunken ist, zeigt er sich jovial und bedacht und holt einen stadtbekannten Bettler als 14. Gast ins Haus (damit nicht 13 – die Unglückszahl – am Tisch versammelt sind). Doch sein weiteres Trinken führt zu peinlichem Auftritt und wird unerträglich. Dabei kommt sie Goujet noch näher.
Goujet gehört bald zu einer Gruppe streikender Arbeiter, die für 5 Sou mehr Lohn kämpfen. Die harschen Gesetzes des kaiserlichen Frankreichs führen zu einer mehrjährigen Haftstrafe. Aus Anlass des Kaisergeburtstages kommt Goujet bereits nach einem Jahr wieder frei. Ihre weitere zarte Annäherung wird jedoch jäh unterbrochen durch das wortlose Geständnis Gervaises, sich Lantier hingegeben zu haben. Goujet geht auf Wanderschaft und nimmt Etienne, den älteren und freudig einwilligenden Sohn, mit.
Coupeau ist in zwischen soweit gesunken, dass er fremde Wäsche im Pfandhaus versetzt, um eine Lokalrunde zu geben. Gervaise stürzt hinzu, will den Pfandschein ergattern – doch Coupeau zerkaut ihn und spült ihn demonstrativ mit Alkohol herunter. Schließlich endet seine Trunksucht im Delirium: Er hat Wahnvorstellungen und in einem Anfall von Tobsucht demoliert er die Ladeneinrichtung, zum Schluss geht sogar die Schaufensterscheibe zur Straße komplett zu Bruch. Die Sanitäter fangen ihn ein und bringen ihn weg.
Von Lantier bloß verführt, von Coupeau ruiniert und ihres Lebenstraums beraubt und von Goujet verlassen, starrt Gervaise in einer Ecke des Wirtshauses wie betäubt in die Luft, nimmt nicht mehr wahr, dass Nana ihr einen Bonbon reichen will. Diesen hatte sie von Virginie erhalten, aus deren Laden, den sie in den Räumlichkeiten von Gervaises Waschsalon führt. Auch Lantier ist dort wieder als Dritter im Bunde dabei.

## Sonstiges
In der Rolle der Clémence hat Micheline Luccioni ihr Debüt als Filmschauspielerin.
Eine rund einminütige Szene aus dem Film wird im australischen Film Ladies in Black von 2018 gezeigt.

## Kritik
„René Clément hat mit dieser Adaption zweifellos die kompromißloseste, werkgetreueste und dadurch auch düsterste Verfilmung eines Werkes von Zola vorgenommen. Seine Inszenierung ist bis in die Dekordetails und Nuancen des Tonfalls sicher und exakt, die Trostlosigkeit des Milieus wird so zur filmisch-kritischen Wirklichkeit.“

## Auszeichnungen
Der Film erhielt mehrere Auszeichnungen und war für einige weitere Filmpreise nominiert. 1957 wurde er mit dem British Film Academy Award, dem japanischen Blue Ribbon Award, dem japanischen Kinema-Jumpō-Preis sowie dem New York Film Critics Circle Award als Bester fremdsprachiger Film ausgezeichnet. François Périer erhielt den British Film Academy Award als bester ausländischer Darsteller, während Maria Schell bei den Internationalen Filmfestspielen von Venedig 1956 den Coppa Volpi als beste Darstellerin erhielt. Regisseur René Clement erhielt zum einen den FIPRESCI-Preis und war zum anderen für den Film auch für den Goldenen Löwen nominiert.
Nominierungen erfolgten darüber hinaus für Filmproduzentin Agnès Delahaie bei der Oscarverleihung 1957 für den Oscar für den besten fremdsprachigen Film, Maria Schell für den British Film Academy Award als beste ausländische Darstellerin.